# Colorado State University Women's Volleyball
La Colorado State University Women's Volleyball è la squadra di pallavolo femminile appartenente alla Colorado State University, con sede a Fort Collins (Colorado): milita nella Mountain West Conference della NCAA Division I.

## Record
| Piazzamento          |    | Edizione |
| -------------------- | -- | --- |
| Tornei NCAA          | 32 | Sweet Sixteen: 10 1984, 1985, 1987, 1988, 1999, 2000, 2001, 2003, 2009, 2014                                          |
| Tornei NCAA          | 32 | Secondo turno: 9 1996, 1997, 1998, 2005, 2007, 2008, 2010, 2011, 2017                                                 |
| Tornei NCAA          | 32 | Primo turno: 13 1983, 1986, 1995, 2002, 2004, 2006, 2012, 2013, 2015, 2016, 2018, 2019, 2024                          |
| Titoli di conference | 17 | High Country Athletic Conference: 2 1984, 1985                                                                        |
| Titoli di conference | 17 | Mountain West Conference: 15 1999, 2003, 2004, 2006, 2009, 2010, 2011, 2012, 2013, 2014, 2015, 2017, 2018, 2019, 2024 |

## Conference
- High Country Athletic Conference: 1982-1989
- Western Athletic Conference: 1990-1998
- Mountain West Conference: 1999-

## All-America

### First Team
- Diane Saba (1987)
- Angela Knopf (2000, 2001)

### Second Team
- Sherri Danielson (1984)
- Angie Knox (1987)
- Catie Vagneur (1999)
- Courtney Cox (2000)
- Soraya dos Santos (2001)

### Third Team
- Mekana Barnes (2007)
- Megan Plourde (2011)
- Katelyn Steffan (2011)
- Dana Cranston (2012)
- Deedra Foss (2014)
- Adrianna Culbert (2015)

## Allenatori
- Sandi Caldwell: 1976-1977
- Merri Dwight: 1978-1982
- Rich Feller: 1983-1996
- Tom Hilbert: 1997-